# Saint-Alban-de-Roche
Saint-Alban-de-Roche é uma comuna francesa na região administrativa de Auvérnia-Ródano-Alpes, no departamento de Isère. Estende-se por uma área de 6,11 km². Em 2010 a comuna tinha 2 115 habitantes (densidade: 346,2 hab./km²).